# Henrik Harlaut
Henrik Harlaut (født 14. august 1991) er en svensk freestyle skiløber. Han har vundet 14 X Games-medaljer (ni i Big Air, to i Slopestyle, to i Knuckle Huck og én i videokategorien Real Ski) samt én medalje ved Vinter-OL – en bronzemedalje i Big Air i Beijing 2022. Harlaut er kendt for sin unikke stil, som bl.a. indebærer Nose Butter-tricks, løstsiddende tøj og musik fra hiphopgruppen Wu-Tang Clan.
Han blev født i Stockholm og flyttede med sin familie til Åre, da han var ni år. 
Ved Vinter X Games i 2013 i Aspen, Colorado, vandt Harlaut en guldmedalje i Big Air og en sølvmedalje i Slopestyle. I finalen gennemførte han tricket "Nose Butter Triple Cork 1620" som den første nogensinde, hvorfor han scorede højest i finalen. Han har siden vundet adskillige X Games-medaljer på tværs af flere kategorier. Harlaut har deltaget ved de olympiske vinterlege tre gange - 2014 i Sochi, 2018 i Pyeongchang og 2022 i Beijing.